# جوزف استفانو
جوزف استفانو (به انگلیسی: Joseph Stefano؛ ۵ مهٔ ۱۹۲۲ – ۲۵ اوت ۲۰۰۶) فیلم‌نامه‌نویس اهل ایالات متحده آمریکا بود که بیشتر به‌خاطر نوشتن فیلمنامهٔ فیلم روانی هیچکاک از روی رمان رابرت بلاک، شناخته‌شده‌است.